# Elisa Mevius
Elisa Mevius (* 23. April 2004 in Rendsburg) ist eine deutsche Basketballspielerin. Sie wurde bei den Olympischen Sommerspielen 2024 in Paris Olympiasiegerin mit der deutschen 3×3-Basketballnationalmannschaft der Damen.

## Werdegang
Mevius erlernte das Basketballspiel beim BBC Rendsburg, ihre erste Trainerin war ihre Mutter Antje Mevius-König.
2019 wechselte sie ans Basketball-Teilzeitinternat ins mittelhessische Grünberg und spielte fortan für die Bender Baskets Grünberg in der 2. Bundesliga sowie eine mittelhessische Spielgemeinschaft in der Weiblichen Nachwuchs-Basketball-Bundesliga.
In der Spielart 3-gegen-3 wurde sie 2021 deutsche U18-Meisterin und erhielt die Auszeichnung als beste Spielerin des Endturniers. 2022 wiederholte sie den deutschen U18-Meistertitel im 3-gegen-3.
2022 nahm Mevius am Siena College im US-Bundesstaat New York ein Psychologiestudium auf und gehörte bis 2024 der Basketballauswahl der Hochschule an. Sie wurde in der Saison 2023/24 als beste Verteidigerin der Metro Atlantic Athletic Conference ausgezeichnet. Mit einem Durchschnitt von 4,5 Ballgewinnen je Spiel lag die Deutsche 2023/24 in der gesamten ersten NCAA-Division auf dem zweiten Platz. Ende März 2024 vermeldete die University of Oregon Mevius’ Zusage für das Spieljahr 2024/25.

### Nationalmannschaft
Mevius war deutsche Jugendnationalspielerin im herkömmlichen 5-gegen-5 und in der Spielart 3-gegen-3.
Im 3-gegen-3 gewann Mevius im September 2021 Silber bei der U17-Europameisterschaft in Lissabon und 2024 bei den Olympischen Spielen in Paris mit der deutschen 3x3-Basketballnationalmannschaft die Goldmedaille. Für den Gewinn der Olympiamedaille in Paris wurde sie vom Bundespräsidenten am 4. November 2024 mit dem Silbernen Lorbeerblatt ausgezeichnet. Im Juli 2025 wurde Mevius Universiadesiegerin im 3-gegen-3.

## Sonstiges
Mevius erhielt vom Landessportverband Schleswig-Holstein die Auszeichnung als Sportlerin des Jahres 2024.

## Persönliches
Ihre Mutter Antje Mevius-König ist seit 2006 Vorsitzende des BBC Rendsburg.